# Sterksel

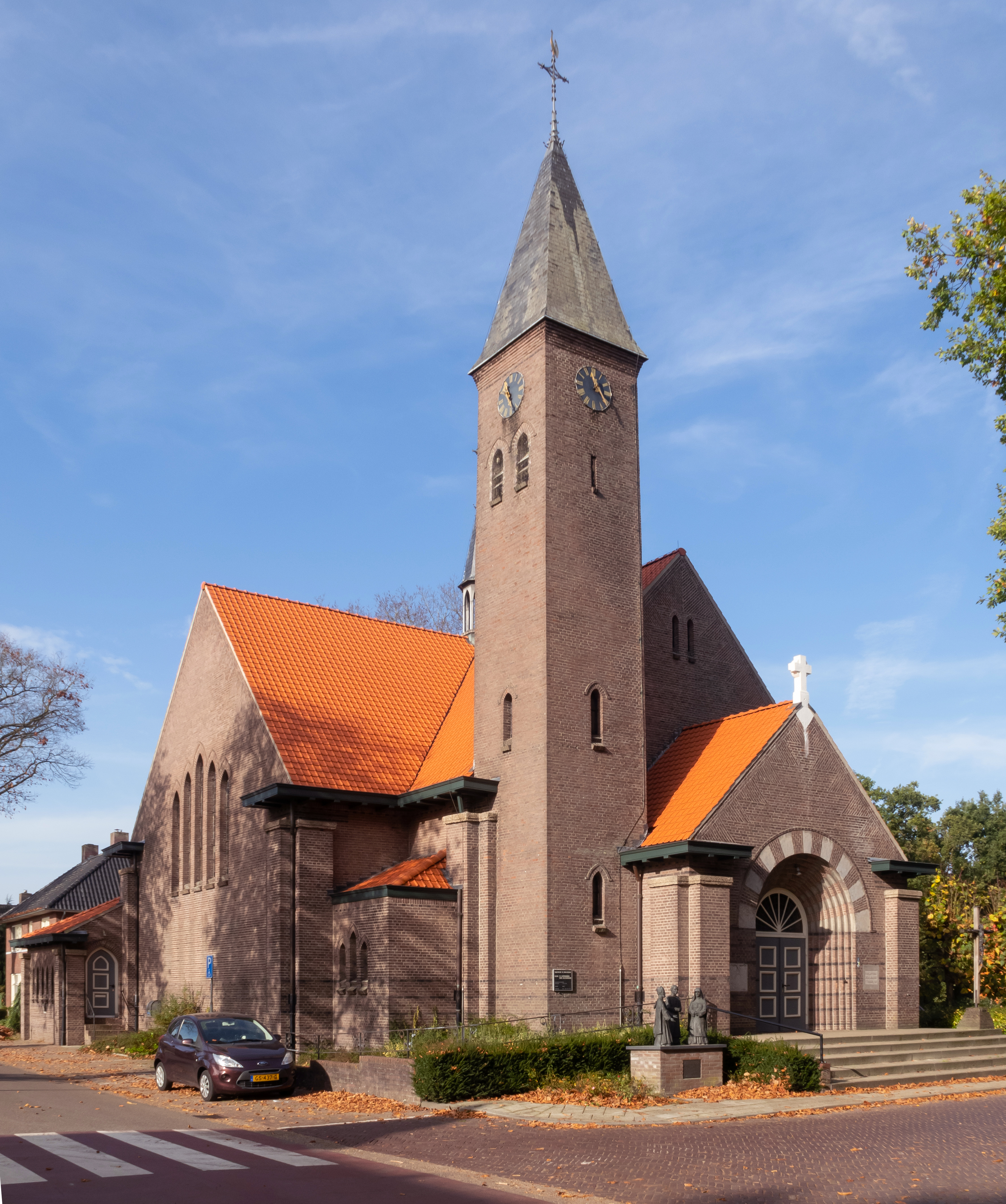
Sint-Catharinakerk in Sterksel

Sterksel is een van de kernen van de gemeente Heeze-Leende, in de Nederlandse provincie Noord-Brabant. Sterksel heeft circa 1.880 inwoners (stand 1 januari 2023). Van 1816 tot 1925 behoorde Sterksel tot de gemeente Soerendonk en Sterksel. Deze gemeente is in 1819 uitgebreid met Gastel. In 1925 werd de plaats toegevoegd aan de gemeente Maarheeze. Bij de fusie in 1997 van Maarheeze met Budel tot Cranendonck, werd de plaats bij de gemeente Heeze-Leende gevoegd.

## Buurtschappen
- Hugten

## Geschiedenis
In de omgeving van Sterksel zijn bewijzen van menselijke activiteit gevonden uit de prehistorie. Op landgoed 'De Vrolijke Jager' bevindt zich een archeologisch monument dat bestaat uit de restanten van een uitgestrekt urnenveld, het is bij de ontginning van het gebied grotendeels vernield. In de buurt is in een grafheuvel een zwaard uit de Hallstattcultuur gevonden. Uit de Romeinse tijd kwam een geldschat aan het licht.
In 1172 kwam de Abdij van Averbode in het bezit van de vrijheid Sterksel doordat Herbertus, heer van Heeze, deze had verkocht. Naar verluidt zou dit gebeurd zijn toen zijn zoon tot het klooster toetrad. Het betrof een landgoed van ongeveer 1800 ha.
Uit 1653 stamt een nauwkeurige inventaris van het dorp, met een kapel, Huize Sterksel (het vroegere kasteel) en een vijftal boerderijen. Huize Sterksel werd door de Staatse troepen in brand gestoken, maar door Adriaan Pompen weer herbouwd. Na een nieuwe brand wordt dit in 1860 opnieuw herbouwd, maar in 1892 vervangen door het huidige Huize Sterksel.
In 1798 kwam er een nieuwe eigenaar, Adriaan Pompen uit Leende. De abdij verkocht Sterksel aan de familie Pompen, aangezien het bezit onteigend dreigde te worden als voortvloeisel uit de Franse Revolutie. Zo werd in een tijd waarin alle heerlijke rechten werden afgeschaft, de vrijheid Sterksel een familiebezit. Deze situatie duurde tot 1914. De naamloze vennootschap ´De Heerlijkheid Sterksel´ werd toen opgericht, die het dorp aankocht voor 300.000 gulden (ongeveer 136.000 euro). Deze maatschappij begon met de ontginning, waarbij het Sterksels Kanaal werd gegraven, een smalspoorbaan met een eigen station werd aangelegd. Ook werden er villa´s en een hotel gebouwd. Dit laatste heette: 'Grand Hotel Sterksel'. De ontginningsmaatschappij wilde van Sterksel een tuinstad maken. Het Sterksels Kanaal moest dienen voor de ontwatering van het Peelven en het Turfven, samen 80 ha, die men wilde droogleggen.
De bank van deze maatschappij, de Hanzebank, ging in 1924 failliet en trok de ontginningsmaatschappij mee in haar ondergang. De boerderijen werden verkocht aan pioniers uit Limburg, Gelderland, Utrecht, Noord-Holland en Zuid-Holland.
Er is meermalen sprake geweest van samenvoeging van Sterksel bij Heeze, zoals in 1860 en 1920, maar Heeze wilde dat niet. In 1925 werd Sterksel bij Maarheeze gevoegd, om uiteindelijk in 1997 naar de gemeente Heeze-Leende over te gaan.
Sterksel wordt onder andere door haar rijke historie gekenmerkt als merkwaardig dorp en de meest unieke heerlijkheid van Brabant, waardoor het in de volksmond een Zaligheid apart genoemd wordt, verwijzend naar het feit dat Sterksel, samen met Woensel, als een in de Kempen gelegen en op -sel eindigend dorp geen onderdeel uitmaakt van de Acht Zaligheden.

## Kerken en congregaties

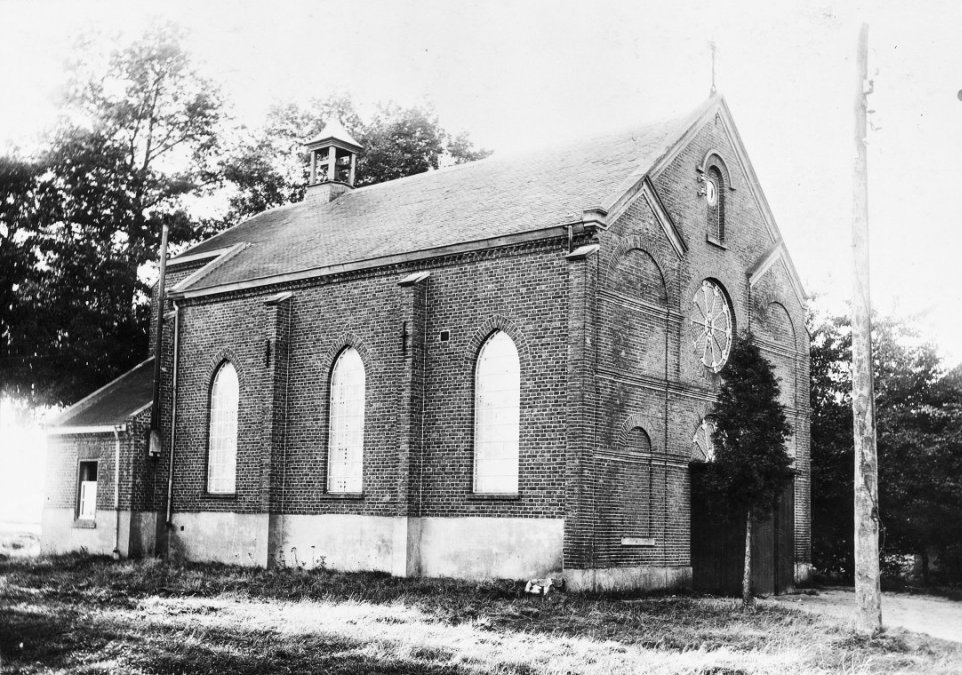
Sint Gertrudiskerk - Sterksel, situatie omstreeks 1974

Sinds de 16e eeuw stonden er meerdere kerken in Sterksel. Zo werd er in 1866 op de hoek van Pastoor Thijssenlaan en Valentijn de aan Sint Gertrudis gewijde kerk gebouwd, een zaalkerk met steunberen. Deze heeft tot 1927 als parochiekerk dienstgedaan. Het gebouw was in de jaren 60 'in gebruik' als pakhuis van de Boerenbond -er was daarvoor aan de achterkant een verhoogd betonnen laadplatform aangebouwd- maar werd begin jaren 70 dichtgetimmerd en -gemetseld (zie foto hiernaast). De vervallen kerk werd in 1976 in het geniep -en in het donker- afgebroken op last van burgemeester (van gemeente Maarheeze, waaronder Sterksel toen viel) Van Greunsven, vlak voordat ze 'dreigde' tot rijksmonument te worden verklaard. De vrijgekomen grond werd -samen met aangrenzende percelen- kort daarna bebouwd met villa's.
De nieuwe parochiekerk, meer centraal in het dorp gelegen aan de Beukenlaan, gewijd aan Sint-Catharina, werd op kerstmis 1927 in gebruik genomen.
In 1920 vestigden de Broeders van de Heilige Joseph zich in Sterksel. Zij richtten Huize Providentia op. In 1991 werd Providentia geheel seculier. De kapel (van het formaat van een gemiddelde kerk, compleet met klokkentoren) van Providentia werd ingezegend in 1932. Ze is gewijd aan Sint-Cornelius, de patroon van de epileptici. De architect was Anton J. Bartels. Het gebouw is neogotisch, maar de inrichting heeft kenmerken van art nouveau. Op zondagen en christelijke feestdagen galmen over Sterksel twee klokkentorens in duet: van de parochiekerk, en van de kapel van Providentia.
De broeders werden in 1926 gevolgd door de Witte Paters, een missionarissenorde. Deze waren afkomstig van Sint-Charles in Boxtel. Ze kochten het in 1917 gebouwde en voor die tijd zeer moderne Grand Hotel -gelegen aan de kruising tussen de Heezerweg en de Albertlaan- van de failliete ontginningsmaatschappij om daarin het Sint-Pauluscollege te beginnen, een internaat. In 1965 stopten zij hun activiteiten. Het verlaten gebouw raakte daarna in verval en is in de vroege jaren 70 afgebroken.
In 1950 vestigden zich de Witte Zusters (Zusters Missionarissen van Onze Lieve Vrouw van Afrika) aan de Albertlaan, waardoor er toen drie congregaties in Sterksel aanwezig waren. Deze zusters bleven tot 1998.
Vanouds bestond in Sterksel een kapel, waarvan sommige verkoop- en schenkingsactes gewag maken.
In de Tweede Wereldoorlog zijn er geen Sterkselnaren om het leven gekomen. Uit dankbaarheid is aan de Ten Brakeweg een Mariakapel gebouwd. Kenmerken van het gebouw zijn: een kubusvorm uit witgeschilderde baksteen, met een zwarte bies tot 50 centimeter vanaf de grond, twee gewelfde raampjes aan de zijden en een boogvormige ingang met een zwartgelakt ijzeren hekwerk, en een opvallende, volumineuze ui-vormige spits op een piramidaal dak van zwarte leisteen. Voor de ingang ligt een gedenksteen met de tekst (in kapitalen): "Mei 1940 - Mei 1945 O Mei Koninginne O Sterre Der Zee Uw Meimaand O Moeder Brag’t Vrijheid En Vree Gij Leiddet Ons Veilig Door Oorlogsgevaren Door Woelige Branding Van Vijf Bange Jaren Wij Zeggen U Dank Koningin Van De Vrede Gij Die Hier Komt Knielen Herhaalt Deze Bede.". De kapel ligt aan een bocht van de Ten Brakeweg, tegenover huis nummer 20 (in 2001 afgebroken), waar van 1959 tot 2000 de Nederlands kunstschilder (en Prix de Rome-winnaar 1953) Ad Dekkers woonachtig was. Hij bracht in 1962 een muurschildering met engelen in die kapel aan. Deze bleef tot eind jaren 70 zitten.
Oorspronkelijk kon men binnen met 4 personen tegelijk zitten of knielen op twee turqoisekleurige houten bankjes aan weerszijden van de ingang. Begin jaren 70 is er voor gekozen de toegang tot het interieur afgesloten te houden (het ijzeren hek ging permanent op slot), en werd een zitbank ongeveer 2 meter voor de ingang van de kapel geplaatst.
In 1953 is een veldkapel gebouwd aan de Pandijk. Die draagt ook de naam Mariakapel. De tekst op de plaquette luidt: "A ō D M.C.M.L. III werd deze veldkapel gebouwd door de Fam. L. Kerstens Schroder te Tilburg op grond geschonken door de Fam. F.R. Sprankenis te Sterksel. Ingewijd door de Zeereerw. Heer Pastoor J.A. Verhoeven te Sterksel. 1-nov-1954".

## Bezienswaardigheden

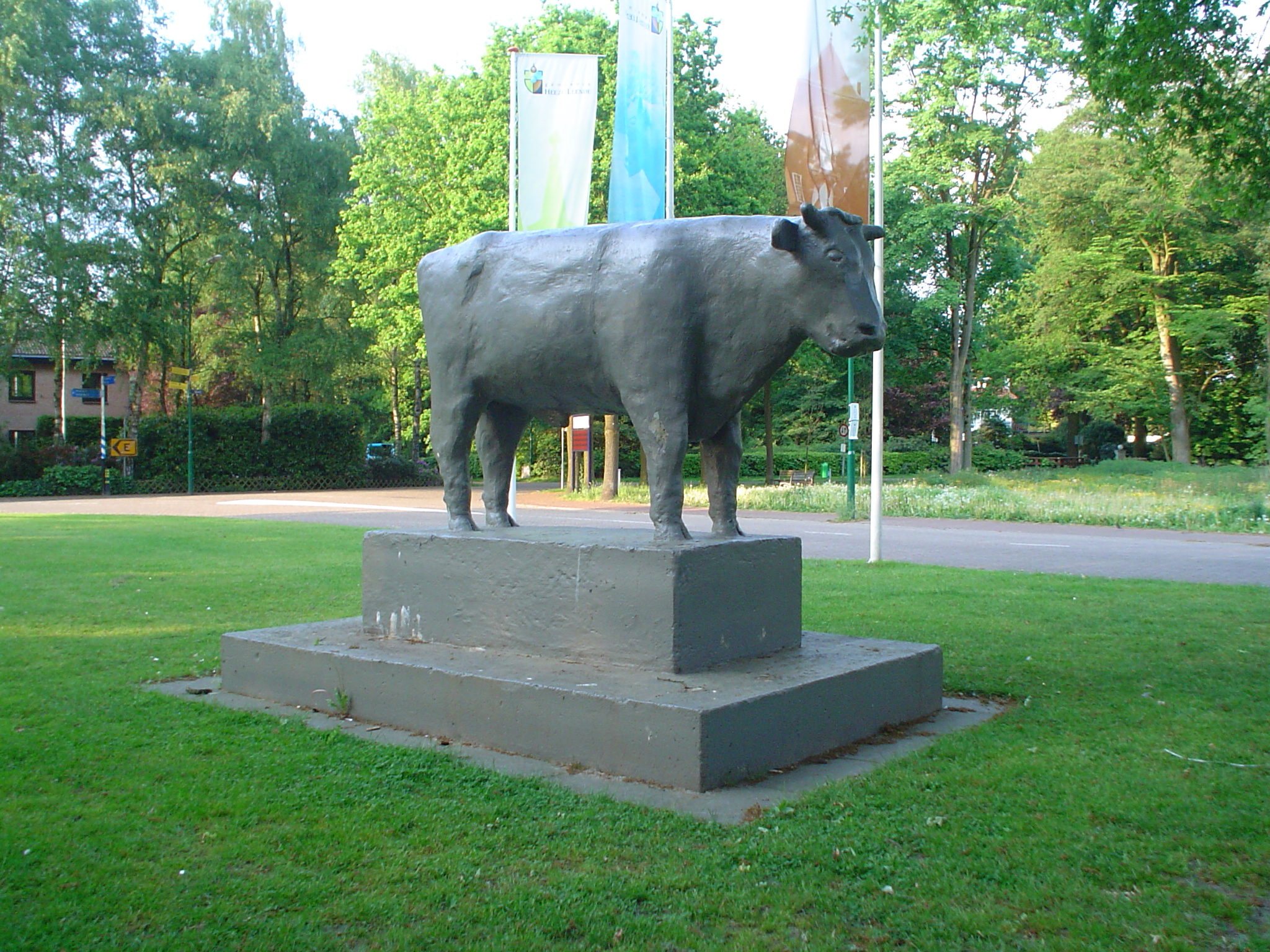
De os

- De os. Dit beeld memoreert de ontginningsactiviteiten, waarbij ook 14 ossen werden ingezet. Het is ontworpen en gemaakt door de plaatselijke inwoners en het speelt een rol tijdens carnaval. Het verwijst onder andere ook naar het ossenfeest, een jongeman die op een leeftijd van 30 jaar nog niet getrouwd is heeft 'de os gezien' en dat gaat niet ongemerkt aan het slachtoffer voorbij.
- Sint-Catharinakerk. Dit is een bakstenen gebouw uit 1927. Tegen de noordgevel bevinden zich enkele grafstenen van de familie Pompen, heren van Sterksel. Bij de ingang bevindt zich een monument uit 2003 dat de drie congregaties herdenkt die te Sterksel gevestigd waren.
- Germinahof. Dit is een langgevelboerderij.
- Peter van den Brakencentrum. Hier wordt figuratieve Brabantse schilderkunst uit de 20e eeuw tentoongesteld. De vaste collectie bestaat uit, onder meer, werken van Peter van den Braken, Hen Euverman, Adriaan Groenewegen, Jan Kruijsen, Antoon Kruysen, Cornelis Le Mair en Henriëtte Pessers.
- Galerie Kempro. Deze bevindt zich op het terrein van Providentia. Ze toont werk van creatief getalenteerde bewoners van deze instelling en bestaat sinds 1994. Ook externe kunstenaars komen in het bijbehorende atelier werken.
- Smalspoorbaan. Dit is een reconstructie uit 2006 van een klein stukje van de smalspoorbaan, met wagentje, aan de Kloosterlaan te Sterksel. Deze baan werd omstreeks 1915 aangelegd door de N.V. 'De Heerlijkheid Sterksel' en diende voor het transport van kunstmest en dergelijke. Nadat de ingezette stoomlocomotief geen succes bleek te zijn, ging men hierbij over op paardentractie.
- De Hoef aan de Pan. Deze hoeve werd in 1831 gebouwd langs de Pandijk, een verhoogde weg door een drassig heidegebied. De hoeve heeft enige tijd als herberg gediend. Ze ligt te midden van bossen en heidevelden. Bij de hoeve is een monument ter gedachtenis aan de bemanning van een in 1943 neergestorte Engelse bommenwerper.
- Mariakapel. Dit is een kapelletje gebouwd in de vroege jaren 50, gelegen aan de Ten Brakeweg.
- Mariakapel. Dit is een veldkapel gebouwd in 1953. Het is gelegen aan de Pandijk.
- Brits oorlogskerkhof (Sterksel Monastery Cemetery) is een begraafplaats waar 42 Britse soldaten zijn begraven. Deze zijn overleden in het veldhospitaal, dat Huize Providentia was gedurende de jaren na de bevrijding in 1944.

Zie ook
- Lijst van gemeentelijke monumenten in Sterksel

## Natuur en landschap
- De Sterkselse Aa is een sterk meanderende beek.
- Het Sterksels Kanaal, dat parallel loopt aan de Sterkselse Aa, is een kunstmatige waterloop, die echter landschappelijk aantrekkelijk is.

Sterksel wordt omringd door enerzijds ontginningen op zeer arm dekzand en anderzijds een aantal landgoederen en natuurgebieden:
- Het Landgoed De Pan bestaat voornamelijk uit droog naaldbos en een vochtig gebied nabij de Sterkselse Aa. De naam, die reeds van 1516 bekend is, heeft betrekking op een komvormige laagte. In 1928 kocht de familie Philips een deel van het gebied, dat toen uit open heideveld bestond. Het werd ingericht als landgoed, waarvan de eikenlanen nog getuigen. Sedert 1966 heeft Staatsbosbeheer delen hiervan aangekocht. Deze organisatie bezit hier nu 380 ha.
- De Vrolijke Jager bestaat uit droog naaldbos waarin zich een heideveld en een archeologisch monument bevindt.
- Het Broek is een elzenbroekbos nabij de Sterkselse Aa.
- De Lange Bleek is een jonge heideontginning met droog naaldbos, heidegebied, en cultuurland. Hierin ligt het Bultven, dat opgeschoond is en waar men gagel, moeraswolfsklauw en kleine zonnedauw kan vinden. Dit gebied van ongeveer 200 ha is eigendom van het Brabants Landschap en het sluit aan aan de Herbertusbossen en de Strabrechtse Heide.

De omgeving kent tal van wandel- en fietspaden.

## Economie
De verstedelijking is aan Sterksel voorbijgegaan. Het dorp leeft goeddeels van de land- en tuinbouw en bijbehorende voorzieningen. Providentia, een zorginstelling, is een belangrijke werkgever. Verder is er zandwinning en een viskwekerij. De middenstand is beperkt tot de buurtsuper, een café en 'Het Brabants Ruitershuis', een zaak gespecialiseerd in materieel voor paardensport. Het toerisme is verdere van economisch belang. Sterksel is een knooppunt van fietsroutes en telt verder een kampeerterrein en Recrenova, een caravanpark aan de Albertlaan.

## Nabijgelegen kernen
Heeze, Leende, Maarheeze, Someren-Heide.